# Ensta
Pour les articles homonymes, voir Ensta (homonymie).
Ensta est un quartier de la commune de Täby, dans le Comté de Stockholm, en Suède. Il se trouve au milieu de la commune, et jouxte les quartiers de Tibble, Ella gård, Ella park, Broby, Karby et Gribbylund. Il se compose essentiellement de pavillons résidentiels.
Une gare du Roslagsbanan (le réseau ferré de banlieue servant le nord-ouest de l'agglomération de Stockholm) a été installée en 1911 à Ensta et porte le nom du quartier.